# Accade (Alex Wyse)
Accade è un singolo del cantautore italiano Alex Wyse, pubblicato il 17 gennaio 2022 come secondo estratto dal primo EP Non siamo soli.

## Descrizione
Il brano, scritto dallo stesso cantautore con Alex Andrea Vella, in arte Raige, ed Edwyn Roberts, è prodotto da Francesco Catitti, in arte Katoo, e ha anticipato l'uscita dell'EP Non siamo soli, uscito il 10 giugno 2022.

## Promozione
Il brano è stato presentato in anteprima nel corso della ventunesima edizione del talent show Amici di Maria De Filippi.

## Tracce
Testi e musiche di Alessandro Rina, Alex Andrea Vella ed Edwyn Clark Roberts.
1. Accade – 2:47